# Marcel Bruinsma
Marcel Bruinsma (* 21. Juni 1986 in Abbotsford, British Columbia, Kanada) ist ein ehemaliger kanadisch-niederländischer Eishockeyspieler, der mit HYS The Hague je einmal die niederländische Meisterschaft und den niederländischen Pokalwettbewerb gewann.

## Karriere
Marcel Bruinsma, der als Sohn niederländischer Vorfahren in British Columbia geboren wurde, begann seine Karriere als Eishockeyspieler in seiner kanadischen Heimat, wo er 2001 von den Kamloops Blazers in der 8. Runde des WHL Bantam Drafts als insgesamt 145. Spieler gezogen aber nie verpflichtet wurde. Stattdessen spielte er für verschiedene Klubs in der unterklassigen British Columbia Hockey League, wobei er von 2003 bis 2006 Kapitän der Langley Hornets war. 2007 wechselte er in das Land seiner Vorfahren, wo er bis zu seinem Karriereende 2012 vorwiegend für HYS The Hague spielte. Lediglich 2010/11 stand er bei den Heerenveen Flyers auf dem Eis. Mit HYS The Hague gewann er 2009 die niederländische Meisterschaft und 2012 den dortigen Pokalwettbewerb.

### International
Mit der niederländischen Nationalmannschaft spielte Bruinsma bei der Weltmeisterschaft 2010 in der Division I.

## Erfolge und Auszeichnungen
- 2009 Niederländischer Meister mit HYS The Hague
- 2012 Niederländischer Pokalsieger mit HYS The Hague

## Ehrendivisions-Statistik
(Stand: Ende der Spielzeit 2015/16)